# Brede Hovland
Brede Hovland (* 17. Juni 1973 in Levanger, Norwegen) ist ein norwegischer Produzent und Schauspieler. Er ist seit 2003 im Filmgeschäft tätig. 

## Filmografie
- 2003: Agent Cody Banks
- 2006: Filmstjerne
- 2006: Kalde føtter
- 2007: Kubisten
- 2008: Der Mann, der Yngve liebte (Mannen som elsket Yngve)
- 2009: Nord
- 2011: Buzz Aldrin, wo warst du in all dem Durcheinander (Buzz Aldrin, hvor ble det av deg i alt mylderet?, Fernsehserie)
- 2011: Mach’ mich an, verdammt nochmal! (Få meg på, for faen)
- 2013: Chasing the Wind (Jag etter vind)
- 2013: Elsk meg
- 2024: Die Schneeschwester (Snøsøsteren)